# Eurovisión 2005: Elige nuestra canción
Eurovisión 2005: Elige nuestra canción fue el nombre de la preselección española para el Festival de la Canción de Eurovisión 2005. Este programa dejó de lado el formato de Operación Triunfo que se vino realizando durante los tres años anteriores, organizando TVE en su lugar un concurso dividido en dos galas los días 4 y 5 de marzo de 2005. Su presentador fue Carlos Lozano, y estuvo acompañado por Patricia Pérez y Ainhoa Arbizu.
En esta preselección participaron doce intérpretes, número que se redujo a seis (en negrita) tras la ronda eliminatoria del segundo día de gala. Después de la gala, el público decidió con sus llamadas de teléfono y mensajes de móvil quién sería el grupo ganador. Ganó el grupo Son de Sol con la canción Brujería. En segunda posición quedaron Las Supremas de Móstoles y Felipe Conde fue tercero.

## Resultados
| Intérprete               | Canción                    | Porcentaje de votos |
| ------------------------ | -------------------------- | ------------------- |
| A-Crew                   | El swatch                  | Eliminado           |
| Enzo                     | Quién dirá                 | Finalista           |
| Felipe Conde             | Echo de menos              | 16,4% (3º)          |
| Gema Castaño             | Santo Job                  | Eliminado           |
| Katherina                | Boca loca                  | Eliminado           |
| Jaster                   | Cómo olvidarte             | Eliminado           |
| Lanco                    | Nada para ti, nada para mí | Finalista           |
| Las Supremas de Móstoles | Eres un enfermo            | 23% (2ªs)           |
| María Lorente            | Vente pal sur              | Eliminado           |
| Pierre N’Sue             | Quizás mejor así           | Eliminado           |
| Son de Sol               | Brujería                   | 24,2% (1ªs)         |
| Yulia Valentayn          | Arriba el mundo            | Finalista           |

| Predecesor: Operación Triunfo | España en el Festival de la Canción de Eurovisión 2005 | Sucesor: Elección interna |